# Russka Organizacja Włościańska
Russka Organizacja Włościańska (ros. Русская Селянская организация) – rusińska moskalofilska partia polityczna w II Rzeczypospolitej.
W 1921 r. we Lwowie została utworzona Russka Organizacja Ludowa, przemianowana w 1928 r. na Russką Organizację Włościańską. Liczyła wówczas ok. 80-100 tys. Rusinów, zamieszkujących południowo-wschodnią część terytorium II RP. Od poł. lat 20. rozpoczęły się liczne konwersje wsi łemkowskich na prawosławie, którym sprzyjała Russka Organizacja Włościańska. Pod jej egidą działały rosyjskie związki spółdzielcze, skupione w Russkim Związku Rewizyjnym. Powstawały też spółdzielnie kredytowe na czele ze Związkiem "Obrona Ziemi". W latach 30. na czele Russkiej Organizacji Włościańskiej stał Michaił S. Cebrinski. Jej celem było reprezentowanie i obrona interesów narodowo-kulturalnych, ekonomicznych i społecznych rusińskiej ludności chłopskiej w Polsce. Wchodziła w skład Russkiej Unii Ludowej. Prowadzono współpracę z rusińskimi organizacjami kulturalno-społecznymi, naukowymi i ludowymi, jak Instytut Stauropigialny, Dom Ludowy we Lwowie, Towarzystwo im. Mychajła Kaczkowśkiego, Matyca Hałycko-Ruska, Towarzystwo "Szkoła Rosyjska", Stowarzyszenie Studenckie "Drug". Działalność Russkiej Organizacji Włościańskiej zakończył niemiecko-sowiecki najazd na Polskę we wrześniu 1939 r.